# Јован Д. Петровић
Јован Д. Петровић (Петровац на Млави, 11. априла 1950) српски је књижевник и публициста.

## Биографија
Он пише прозу, поезију и хаику поезију. Бави се публицистиком и уређивачком делатношћу. Од 2010. члан је редакције часописа Стиг (Мало Црниће) и члан жирија за доделу књижевне награде Србољуб Митић. Један је од иницијатора песничке манифестације Ћирилица - слово српског лица (2009). Поезију објављује у домаћој и страној периодици.
Заступљен је у више антологија и зборника поезије. Роман Лина тврђа од камена драматизован је 2006. године као монодрама, у извођењу глумице Весне Станковић. По истом тексту снимљена је и радио-драма у продукцији Драмског програма Радио Београда.
Поезија му је превођена на немачки, енглески, словачки и словеначки језик. Члан је Удружења књижевника Србије, као и више књижевних клубова.
Живи, ради и пише у Петровцу на Млави.

## Одабране награде
- Савез омладине Београда, (Прва награда, 1974)
- Краљевски књижевни клуб Карађорђевић Београд, (Прва награда, 2002)
- Књижевни клуб Бранко Миљковић Књажевац, (Прва награда, 2003)
- Књижевни клуб Јован Дучић Барајево, (Прва награда, 2008)
- Горњачка повеља, (2003)
- Горњачко звоно, (2006)

## Дела

### Књиге поезије
- Птици да се надам, Центар за културу, Петровац на Млави, 1997, ЦИП Народна библиотека Србије Београд, COBISS.SR-ID 51875340
- На вратима песма, Центар за културу, Петровац на Млави, 1998, ЦИП Народна библиотека Србије Београд, COBISS.SR-ID 56595724
- Ходочасно гнездо, Рад. .
- Легитимна мета, Центар за културу, Петровац на Млави, 1999, ЦИП Народна библиотека Србије Београд, COBISS.SR-ID 77023756
- Ахил је умро од упале плућа, Багдала, Крушевац, 2001, ЦИП Народна библиотека Србије Београд, COBISS.SR-ID 94319884
- Камена кућа, Епархија Браничевска, Пожаревац, 2001, ЦИП Народна библиотека Србије Београд, COBISS.SR-ID 88867340
- Божја пошта, Књижевна заједница Вељко Видаковић, Ниш. 2003.  978-86-83839-17-9..
- Лутке у излогу, Књижевни клуб Бранко Миљковић, Књажевац. 2005.  978-86-83977-19-2..
- Цветна молитва, Клуб љубитеља књиге Мајдан, Костолац. 2007.  978-86-85413-04-9..
- Узорак давног сна, Удружење књижевника Србије, Подружница Мало Црниће. 2008.  978-86-87003-03-3..

### Књиге поезије за децу
- Зелено јутро, Центар за културу, Петровац на Млави, 1998, ЦИП Народна библиотека Србије Београд, COBISS.SR-ID 60053772
- Велика соба јутра, Центар за културу, Петровац на Млави, 1999, ЦИП Народна библиотека Србије Београд, COBISS.SR-ID 72767500
- Шта је то у сновима, Српска књига, Рума. 2003.  978-86-7564-140-7..

### Романи
- Лина тврђа од камена, Српска књига, Рума. 2004.  978-86-7564-256-5..
- Лина тврђа од камена, Чигоја штампа. .
- Глумица, Удружење књижевника Србије, Подружница Мало Црниће. 2009.  978-86-87003-10-1..
- Глумица, Народна библиотека Ђура Јакшић, Петровац на Млави. 2011.  978-86-88713-00-9..

### Антологије (као састављач)
- "Речи бачене у време“ - Антологија петровачких песника ХХ века, Центар за културу, Петровац на Млави. 2002.  978-86-903013-3-1..
- "Беле су Млавине руке“ - Млава у поезији, Центар за културу, Петровац на Млави. 2004.  978-86-84601-13-3..
- Петровачке анегдоте, (коауторски са Добривојем Петровићем, Културно-просветни центар Петровац на Млави и Друштво за очување ћирилице Жубор Млаве Петровац на Млави. 2010.  978-86-84601-45-4..

### Монографија
- Век позоришта на Млави, коауторски са Владиславом Макишем. 2007.  978-86-910853-0-8..

### Лексикон
- Петровачки поменик - Књига о свима нама. ЦИП Народна библиотека Србије Београд,  150107148. 2007.  978-86-84147-24-2..